# 小行星7274
小行星7274（7274 Washioyama）是一颗围绕太阳公转的小行星。1982年3月21日，關勉在藝西天文台发现了此天体。
該小行星以日本高知縣的鷲尾山命名。
这颗小行星的绝对星等为181.15653等。